# Nintendo EAD
Nintendo Entertainment, Analysis and Development är TV-spelsföretaget Nintendos huvudutvecklare och ligger bakom de flesta stora spelserier hos Nintendo. Hit hör bland annat Super Mario och Zelda.
Nintendo EAD gick först under namnet Research & Development 4, och leddes av Shigeru Miyamoto. R&D4 startades 1984, och bytte namn till EAD 1989. Research & Development 4 var Nintendos fjärde utvecklargrupp som grundades 1984. R&D4s första uppgift var att portera Donkey Kong och Mario Bros från arkadspel till Nintendo Entertainment System). I och med att det var Shigeru Miyamoto som hade utvecklat dessa två spel hos Research & Development 1, var det naturligt att han fick ta med sig dem till sin nya grupp. Sedan dessa portningar var klara startade utvecklingen av Super Mario Bros. och The Legend of Zelda till Nintendo Entertainment System.